# Toshiie Maeda
Toshiie Maeda (15 januari 1539 – 24 april 1599) was een Japanse feodale heer die Oda Nobunaga (織田 信長) diende en werd later door Toyotomi Hideyoshi (豊臣秀吉) als een van zijn vijf regenten aangesteld.

## Jeugd
Toshiie werd als vierde van zeven broers, geboren op 15 januari 1539 in het stadje Kanazawa in de provincie Owari. Zijn kindernaam was Inuchiyo (犬千代), maar hij stond ook wel bekend als Yari no Mataza(槍の又左) en Matazaemon (又左衛門). Vanaf 1551 diende hij Oda Nobunaga en zijn trouw werd beloond toen hij als hoofd van de Maeda-clan werd aangesteld. Dit was zeer ongebruikelijk aangezien hij slechts de vierde zoon was. Net zoals Oda Nobunaga kleedde hij zich in de vreemde stijl van kabukimono. Er werd gezegd dat hij in zijn jeugd ook bevriend was met Kinoshita Tokichiro ook later bekend als Toyotomi Hideoyoshi. Net zoals Hideoyoshi “saru” (猿) of “aap” werd genoemd door Nobunaga noemde hij Toshiie “inu” (犬) of “hond”. Deze naam werd gegeven zonder kwade bedoelingen. Toshiie diende Nobunaga al van kinds af en was dan ook gewend aan hoe zijn heer hem behandelde. Toshiie werd vaak beschreven als een gereserveerd en streng persoon.

## Militair
Zijn militaire leven begon als eenheid onder Oda Nobunaga die “akahoro-shū” (赤母衣衆) genoemd werd. Het wapen dat hij verkoos was de yari. Nobunaga benoemde hem later tot kapitein van zijn samoerai. Zijn carrière ging echter niet volledig van een leien dakje. De Yamabushi bijvoorbeeld dienden eerst onder Oda Nobunaga, maar smeedden dan plannen om hem te vermoorden. Toshiie kwam dit te weten en verwondde de leider met zijn zwaard. Na dit incident meldde Toshiie het moordplan aan Nobunaga. Omdat er geen bewijs was, zag Oda Nobunaga zich genoodzaakt om Toshiie te straffen en zo werd Toshiie voor twee jaar Ronin: samoerai zonder meester. In tussentijd zette de Yamabushi hun plan in actie en Nobunaga dacht terug aan de waarschuwing van Toshiie.
In 1560 werden Toshiie en Nobunaga herenigd in het gevecht tegen de Imagawa-clan van Suruga te Okehazama. Nobunaga had slechts 3000 manschappen terwijl de Imagawa-clan met meer dan 25000 waren. Ondanks dat Nobunaga's troepen in de minderheid waren besloot Toshiie om aan Nobunaga's zijde te vechten. Nobunaga won het gevecht en Toshiie kreeg zijn functie van kapitein weer terug tot hij uiteindelijk de titel van generaal kreeg.
Tijdens zijn militaire carrière leerde hij verschillende belangrijke figuren kennen zoals Sassa Narimasa, Akechi Mitsuhide, Takayama Ukon … Hij heeft ook een aantal vijanden gemaakt zoals Mitsuhide die Nobunaga verraadde en verplichtte sepukku te plegen tijdens het incident aan de Honnō-ji tempel (本能寺). Met de dood van Nobunaga zouden Toyotomi Hideyoshi en Tokugawa Ieyasu op de voorgrond treden.
Nadat de Asakura-clan was verslagen, vocht Toshiie onder Shibata Katsuie in Hokuriku. Hij kreeg daar een han (kaga domein) die zich verspreidde over de provincies Noto en Kaga. Dit domein was redelijk klein, maar de productiviteit lag hoog: ongeveer 1 miljoen koku. Daarom krijgt het ook de bijnaam Kaga Hyaku-man-goku (加賀百万石)
Na de dood van Nobunaga in Honnō-ji (本能寺) door Akechi Mitsuhide, vocht hij onder Shibata in het gevecht van Shizugatake tegen Toyotomi Hideyoshi. Nadat Shibata verslagen was, besloot Toshiie over te lopen naar de kant van Hideyoshi. Hij was trouw aan Hideyoshi en werd door hem benoemd tot generaal van zijn legers.
Tijdens de campagne van Komaki vocht Toshiie weer aan de zijde van Hideyoshi. Dit verplichtte hem om tegen een van zijn vroegere vrienden, Sassa Narimasa, te vechten die het kasteel van Suemori bezet had. Narimasa‘s troepen waren met veel te weinig en Toshiie haalde hier de overwinning.
Voordat Hideyoshi stierf, benoemde hij Toshiie tot een van de vijf regenten die zijn zoon, Toyotomi Hideyori, moesten beschermen tot hij oud genoeg was om zelf te regeren. Toshiie werd ook nog eens aangesteld om Hideyori op te voeden. Dit heeft hij slechts één jaar kunnen doen voordat hij stierf op zestigjarige leeftijd in het kasteel Van Ōsaka. Toshiie werd opgevolgd door zijn zoon Maeda Toshinaga.

## Familie
De Maeda-clan was een van de meest machtigste samoeraifamilies in Japan. Velen geloven dat zij over Japan zouden heersen als het Tokugawa Shōgunaat er niet was geweest. De Maeda-clan kwam op het gebied van rijkdom slechts tweede na de Tokugawa-clan. Het gebied van de Maeda-clan werd in 1595 geschat op 445000 koku.
Toshiie’s vrouw, Maeda Matsu, had een sterke wil en ze was goed bedreven in gevechtssporten. Ze was heel belangrijk voor het opkomend succes van Toshiie. Na de dood van Toshiie was Matsu bekend onder haar boeddhistische naam Hoshun-in. Ze verzekerde de veiligheid van de Maeda-clan toen zij na het jaar 1600 als vrijwillige gegijzelde naar Edo ging. Edo was toen de hoofdstad van de nieuwe shōgun, Tokugawa Ieyasu. Matsu verafschuwde Ieyasu elk moment van haar leven.
Toshiie en Matsu hadden heel wat kinderen, hun zonen waren Toshinaga, Toshimasa, Toshitsune, Toshitaka en Toshitoyo en waren allemaal daimyo. Hun dochters trouwden in prestigieuze families. De oudste dochter Kō huwde met Maeda Nagatane, Ma'a werd een concubine van Toyotomi Hideyoshi. Gō werd geadopteerd door Hideyoshi en huwde met Ukita Hideie. Chise was eerst getrouwd met Tadaoki’s zoon Tadataka, maar trouwde later met Nagatsugu, een zoon van Murai Nagayori.

## Populaire cultuur
- Verschijnt in het videospel 'Samurai Warriors 2: Xtreme Legends' waar hij naar voor komt in dienst van Shibata Katsuie. Hij draagt een getand zwaard gecombineerd met twee speren.
- In Sengoku Basara ziet men hem als iemand die de Oda-clan dient en als een disfunctionele familieman die een goede relatie heeft met zijn vrouw Matsu en hun neefje Keiji.
- Toshiie to Matsu (利家とまつ～加賀百万石物語～) is een dramatische serie waarin het leven van Toshiie en Matsu wordt weerspiegeld. Toshiie Maeda wordt gespeeld door Toshiaki Karasawa, en Matsu door Nanako Matsushima.

## Voetnoten
1. ↑  een Japanse speer
2. ↑  Hyaku-man-goku betekent 1 miljoen koku. Koku is de eenheid waarin rijst wordt uitgedrukt en de inhoudsmaat is circa 180 liter.
3. ↑  Men kreeg de titel van daimyo als men over een gebied heerste dat 10000 koku per jaar produceerde.

### Boeken
- Vande Walle, W. Een geschiedenis van Japan: van samurai tot soft power. Leuven, Acco, 2007
- Hanagasaki Moriaki 花ケ前盛明, ed. Maeda Toshiie no Subete 前田利家のすべて. Tokyo: Shin Jinbutsu Ōraisha 新人物往来社, 2001.
- Iwasawa Yoshihiko 岩沢愿彥. Maeda Toshiie 前田利家. Tokyo: Yoshikawa Kōbunkan 吉川弘文館, 1966.
- Kitamura Saburō 北村三郎. Maeda Toshiie monogatari: Kaga hyakumangoku no sō 前田利家物語:加賀百万石の祖. Kanazawa: Hokkoku Shuppansha 北国出版社, 1978.
- Maeda Toshiyasu 前田利祐. Omatsu to Toshiie: Kaga hyakumangoku wo tsukutta hitobito おまつと利家:加賀百万石を創った人びと. Tokyo: Shūeisha 集英社, 2001.

### Internetbronnen
- NationMaster, http://www.nationmaster.com/encyclopedia/Maeda-clan (28 december 2008)
- SamuraiWiki, https://web.archive.org/web/20160814125553/http://wiki.samurai-archives.com/index.php?title=Maeda_Toshiie (25 december 2008)
- Short history of Maeda family, http://www.tsuji.ac.jp/hp/jpn/jp_e/kanazawa/1.htm (26 december 2008)
- The Oda Army & Navy (20 december 2008)
- Wikia, http://gonagai.wikia.com/wiki/Maeda_Toshiie, (28 december 2008)